# Seiko Matsuda Concert Tour 2016「Shining Star」
『Seiko Matsuda Concert Tour 2016「Shining Star」』（セイコ・マツダ・コンサート・ツアー・2016・シャイニング・スター）は、松田聖子のライブ・ビデオ。2016年11月16日発売。発売元はEMI Records。

## 解説
同年6月～9月に行われたコンサート・ツアーから日本武道館公演の模様を収録したDVD。
同年発売アルバム『Shining Star』からの楽曲を中心に披露した。
初回限定盤と通常盤の2形態で発売。

## 収録曲
1. Shining Star
2. It’s a wonderful life
3. Guardian Angel
4. Summer Time Magic
5. Take a chance!!
6. あなたへの想い
7. あなたに逢いたくて〜Missing You〜
8. 秘密の花園
9. 小麦色のマーメイド
10. 野ばらのエチュード
11. 赤いスイートピー
12. 赤い靴のバレリーナ
13. SWEET MEMORIES
14. 永遠のもっと果てまで
15. 時間の国のアリス
16. 青い珊瑚礁
17. 風は秋色
18. ハートのイアリング
19. 渚のバルコニー
20. 天国のキッス
21. チェリーブラッサム
22. 夏の扉
23. 天使のウィンク（ENCORE）
24. 20th Party（ENCORE）
25. 「ありがとう」（ENDING）
26. いくつの夜明けを数えたら（ENDING）